# Olbia Calcio 2006-2007
Questa pagina raccoglie le informazioni riguardanti l'Olbia Calcio nelle competizioni ufficiali della stagione 2006-2007.

## Rosa
| N. |                    | Ruolo | Calciatore                |
| -- | ------------------ | ----- | ------------------------- |
|    | Nigeria (bandiera) | A     | Kolowole Oyelola Agodirin |
|    | Italia (bandiera)  | P     | Giacomo Bacciaglia        |
|    | Italia (bandiera)  | C     | Andrea Castricato         |
|    | Italia (bandiera)  | A     | Luca Giovanni Castricato  |
|    | Italia (bandiera)  | A     | Roberto Chiaria           |
|    | Italia (bandiera)  | D     | Simone Cirina             |
|    | Italia (bandiera)  | C     | Mirko De Francesco        |
|    | Italia (bandiera)  | P     | Pierluigi De Luisi        |
|    | Marocco (bandiera) | C     | Anoar El Kamch            |
|    | Italia (bandiera)  | D     | Filippo Fedeli            |
|    | Italia (bandiera)  | D     | Filippo Filippi           |
|    | Italia (bandiera)  | C     | Mauro Gilardi             |
|    | Italia (bandiera)  | D     | Matteo Giordano           |

| N. |                   | Ruolo | Calciatore           |
| -- | ----------------- | ----- | -------------------- |
|    | Italia (bandiera) | C     | Ciro Iazzetta        |
|    | Italia (bandiera) | C     | Luca La Rosa         |
|    | Italia (bandiera) | A     | Mattia Mastrolilli   |
|    | Italia (bandiera) | A     | Giordano Meloni      |
|    | Italia (bandiera) | D     | Marco Mugnaini       |
|    | Italia (bandiera) | P     | Federico Orlandi     |
|    | Italia (bandiera) | D     | Armando Padula       |
|    | Italia (bandiera) | A     | Michelangelo Palazzo |
|    | Italia (bandiera) | D     | Alessandro Servi     |
|    | Italia (bandiera) | C     | Giovanni Soro        |
|    | Italia (bandiera) | C     | Roberto Travaglione  |
|    | Italia (bandiera) | A     | Jonathan Villa       |
|    | Italia (bandiera) | C     | Alessandro Volpe     |